# 잔장시
잔장(잠강, 중국어: 湛江, 병음: Zhànjiāng)은 중화인민공화국 광둥성의 남서부에 위치한 지급시이다. 중국 남부의 중요한 항구 도시이며, 이전에는 프랑스의 조차지였다.

## 지리
광둥성 남부, 레이저우반도 동쪽 부근의 광저우 만 일대에 위치해, 열대성 기후를 살려 벼농사, 사탕수수, 고무, 커피 등의 재배나 어업, 수산 양식업이 번성하다.

## 역사
잔장 시역에는 5000년에서 6000년 전(하은시대)에 인간이 거주를 하였고, 시내에서는 신석기 시대 중후기의 유적이 발굴되었다.
진시황제에 의한 중국 통일 이후 잠강 지역은 상군의 관할이었고, 전한 시대에는 서문현이 설치되어 뇌주 반도를 관할하였으며, 합포에 군치가 설치되었다. 남송 말에는 몽골군의 침공을 받아 많은 거주민이 해로를 통해 동남아시아 지역으로 이주하였다. 원나라 때 잠강은 제염업이 번성하였으며, 명청대에는 광둥성 수계현의 관할 지역이 되어 수공업이 발전하여, 특히 갈포의 생산지로서 알려졌다.
청나라 말기에는 열강의 중국 진출이 시작되면서, 프랑스가 광저우 만이 물이 깊고, 항만조건이 뛰어난 것에 주목을 하여, 1899년 11월  『청-프 호정 광저우만 조계조약』이 체결되어, 프랑스의 조차지가 되어 광저우 만으로 불렸다. 광저우 만 조차지에는 바이야드 요새가 건설되어 프랑스령 인도차이나 연방에 편입하여 프랑스의 중국 진출 기지로 발전하였다.
중일 전쟁 기간 중 조차지면서 일본군에 점령되지 않았던 잠강은 해상 무역의 거점으로서 번영하였지만, 1943년 2월에는 일본군이 점령을 하면서 경제는 침체되어 갔다. 일본이 패전한 1945년, 프랑스는 광저우만 조계를 중화민국에 반환하였고, 동년 9월 잔장 시라고 개칭하였으며, 1946년 1월 15일 잠강 시정부가 성립되었다.

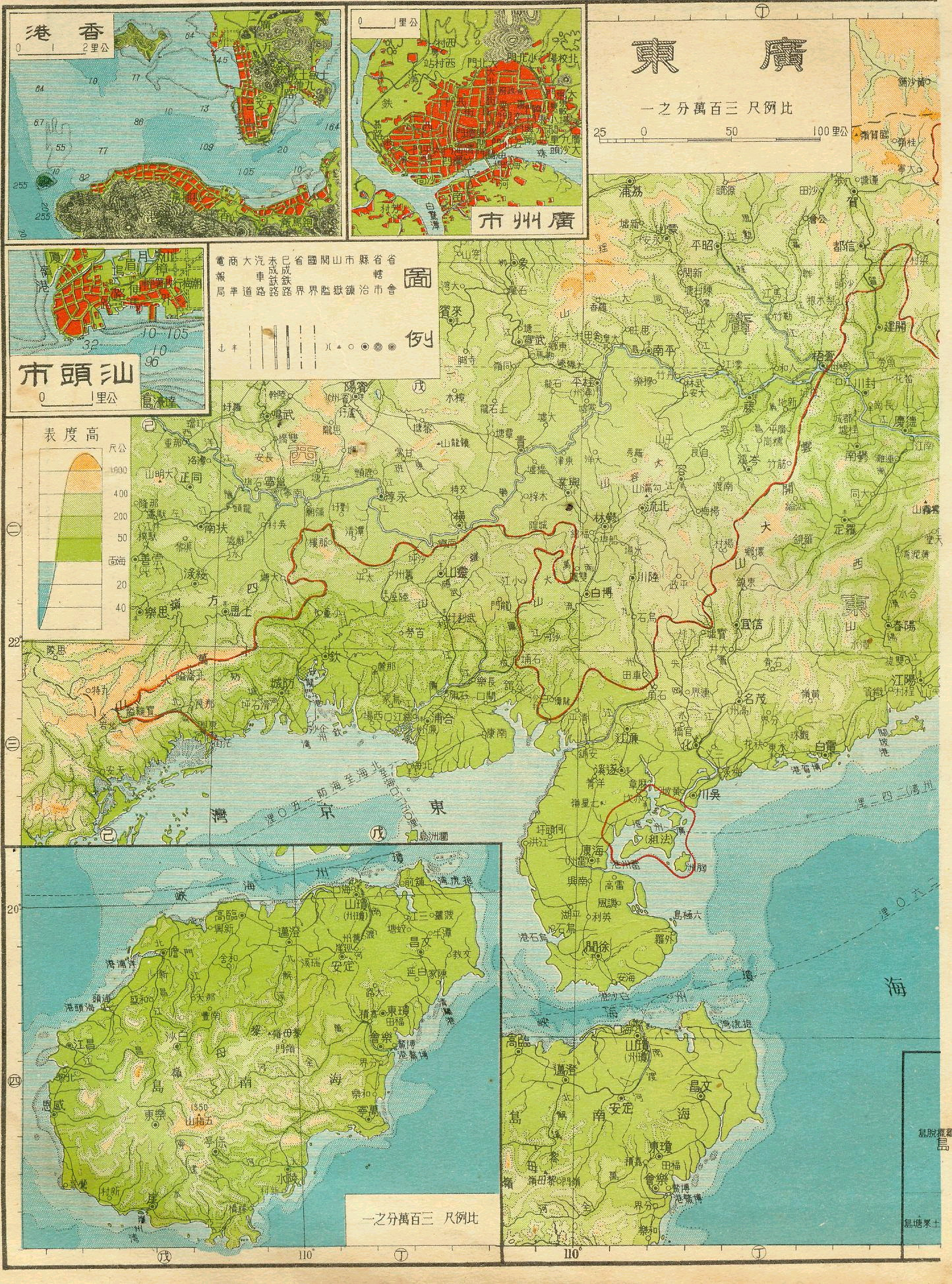
1935년의 잔장 전도.

1949년 12월, 인민해방군이 입성하면서, 광둥 성의 직할시가 되었다. 1983년 12월 1일 지구와 시가 합병해 현재의 잔장 시가 탄생했다. 1984년에는 국무원에 의해서 연해 개방도시로 지정되었다.
잠강 소속의 현급시인 레이저우 시는 1994년, 국가역사문화명성으로 지정되어 있다.

## 행정 구역

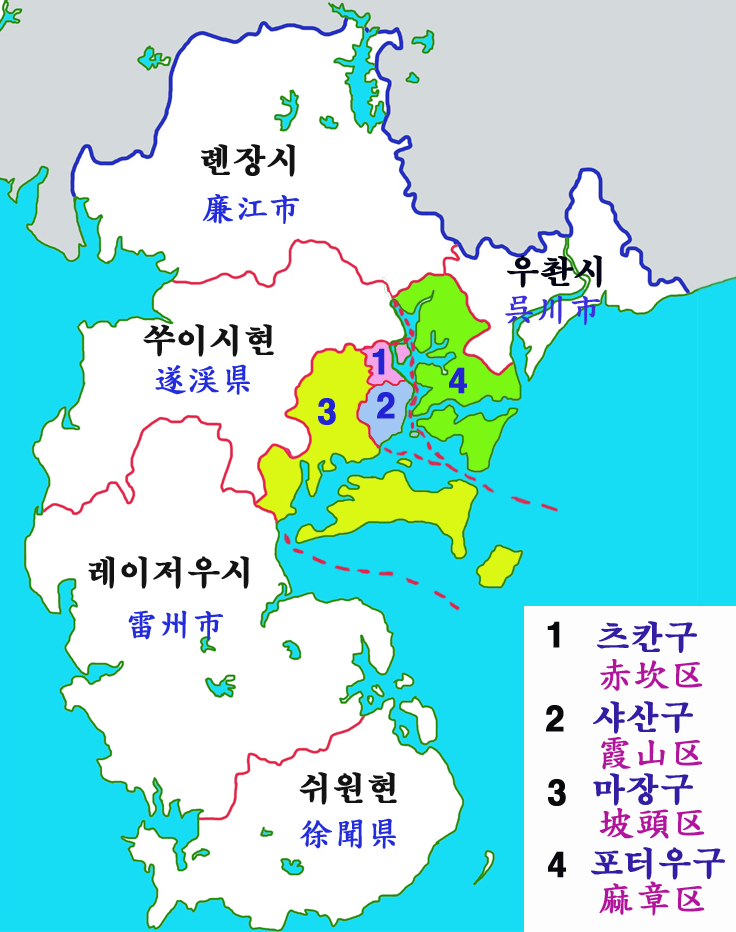
잔장의 행정구역

4개의 시할구, 3개의 현급시, 2개의 현을 관할한다.
시할구
- 츠칸 구(赤坎区)
- 샤산 구(霞山区)
- 포터우 구(坡头区)
- 마장 구(麻章区)

현급시
- 레이저우 시(雷州市)
- 롄장 시(廉江市)
- 우촨 시(吴川市)

현
- 쉬원 현(徐闻县)
- 쑤이시 현(遂溪县)

## 경제
중국 남부의 중요한 항구 도시이다. 잔장 항의 해안선 길이는 241km로 로테르담 항의 4배에 달한다. 잔장 항은 8개의 주요 항구 중 하나로 연간 화물 처리량은 26억 톤이 넘는다. 무역센터로서 조선, 섬유 기계, 제당, 플라스틱 가공, 수산 가공 등 각종 공업이 발달하였으며, 외국에서 직접투자도 받아들이고 있다. 중국 해군의 남해 함대 사령부가 있는 군항이기도 하다.

## 교통
- 도로: 207 국도, 325 국도
- 공항: 잔장 공항
- 철도: 진장역 / 진장서역

## 기후
| 잔장시의 기후                                                 | 잔장시의 기후 | 잔장시의 기후 | 잔장시의 기후 | 잔장시의 기후 | 잔장시의 기후 | 잔장시의 기후 | 잔장시의 기후 | 잔장시의 기후 | 잔장시의 기후 | 잔장시의 기후 | 잔장시의 기후 | 잔장시의 기후 | 잔장시의 기후   |
| 월                                                            | 1월           | 2월           | 3월           | 4월           | 5월           | 6월           | 7월           | 8월           | 9월           | 10월          | 11월          | 12월          | 연간            |
| ------------------------------------------------------------- | ------------- | ------------- | ------------- | ------------- | ------------- | ------------- | ------------- | ------------- | ------------- | ------------- | ------------- | ------------- | --------------- |
| 역대 최고 기온 °C (°F)                                        | 27.4 (81.3)   | 30.8 (87.4)   | 36.0 (96.8)   | 36.2 (97.2)   | 37.7 (99.9)   | 36.8 (98.2)   | 37.2 (99.0)   | 38.1 (100.6)  | 35.5 (95.9)   | 33.3 (91.9)   | 33.3 (91.9)   | 29.2 (84.6)   | 38.1 (100.6)    |
| 일평균 최고 기온 °C (°F)                                      | 19.7 (67.5)   | 20.6 (69.1)   | 23.3 (73.9)   | 27.1 (80.8)   | 30.7 (87.3)   | 32.3 (90.1)   | 32.4 (90.3)   | 32.1 (89.8)   | 31.1 (88.0)   | 29.1 (84.4)   | 25.9 (78.6)   | 21.7 (71.1)   | 27.2 (80.9)     |
| 일일 평균 기온 °C (°F)                                        | 16.0 (60.8)   | 17.2 (63.0)   | 20.0 (68.0)   | 23.8 (74.8)   | 27.2 (81.0)   | 28.8 (83.8)   | 28.9 (84.0)   | 28.4 (83.1)   | 27.5 (81.5)   | 25.3 (77.5)   | 21.9 (71.4)   | 17.7 (63.9)   | 23.6 (74.4)     |
| 일평균 최저 기온 °C (°F)                                      | 13.6 (56.5)   | 15.1 (59.2)   | 18.0 (64.4)   | 21.7 (71.1)   | 24.7 (76.5)   | 26.2 (79.2)   | 26.3 (79.3)   | 25.9 (78.6)   | 24.8 (76.6)   | 22.5 (72.5)   | 19.1 (66.4)   | 15.0 (59.0)   | 21.1 (69.9)     |
| 역대 최저 기온 °C (°F)                                        | 5.2 (41.4)    | 3.8 (38.8)    | 4.8 (40.6)    | 11.5 (52.7)   | 15.2 (59.4)   | 18.6 (65.5)   | 22.7 (72.9)   | 21.5 (70.7)   | 17.2 (63.0)   | 13.6 (56.5)   | 6.2 (43.2)    | 3.6 (38.5)    | 3.6 (38.5)      |
| 평균 강수량 mm (인치)                                         | 32.9 (1.30)   | 27.9 (1.10)   | 49.6 (1.95)   | 107.4 (4.23)  | 212.8 (8.38)  | 263.3 (10.37) | 248.5 (9.78)  | 313.2 (12.33) | 238.0 (9.37)  | 125.1 (4.93)  | 41.6 (1.64)   | 34.8 (1.37)   | 1,695.1 (66.75) |
| 평균 강수일수 (≥ 0.1 mm)                                      | 6.7           | 8.7           | 10.4          | 11.6          | 14.4          | 15.2          | 15.4          | 17.3          | 14.7          | 7.5           | 5.6           | 5.8           | 133.3           |
| 평균 상대 습도 (%)                                            | 81            | 85            | 88            | 87            | 84            | 83            | 82            | 84            | 82            | 77            | 76            | 75            | 82              |
| 평균 월간 일조시간                                            | 106.6         | 83.1          | 79.3          | 118.1         | 182.4         | 194.6         | 224.9         | 202.7         | 191.1         | 205.1         | 173.2         | 138.1         | 1,899.2         |
| 가능 일조율                                                   | 31            | 26            | 21            | 31            | 45            | 49            | 55            | 51            | 52            | 57            | 52            | 41            | 43              |
| 출처: 중국기상국 (평년값: 1991년~2020년, 극값: 1981년~2010년) |               |               |               |               |               |               |               |               |               |               |               |               |                 |

## 자매 도시
- 오스트레일리아 케언즈
- 러시아 세르푸호프